# Tischtennis in Litauen
Tischtennis in Litauen gehört zu den Randsportarten des Landes. Von den 3 Millionen Einwohnern spielen etwa 3000 Tischtennis (Stand 2024). Im April 2025 wurde Valdas Martinkus als Präsident gewählt.

## Geschichte
Der Litauische Tischtennisverband (LSTA = Lietuvos stalo teniso asociacija) wurde 1927 gegründet. Erster Präsident war A. Puskepalaitis. Im gleichen Jahr wurden die ersten nationalen Meisterschaften durchgeführt. Es siegten Jakobas Šimensas bei den Herren und Ona Gurvičaitė bei den Damen. 1929 wurde der Verband in den Weltverband ITTF aufgenommen. Von 1940 bis 1990 war Litauen von der UdSSR okkupiert, also nicht selbständig, und wurde daher nicht mehr als ITTF-Mitglied geführt. 1991 wurde der Verband erneut Mitglied des ITTF.
Die Vorsitzenden bis 1940
- A. Puskepalaitis (1926–1927)
- B. Podzelveris (1927–1928)
- A. Puskepalaitis (1928)
- B. Podzelveris (1929–1932)
- E. Racevičius (1933–1935)
- V. Gerulaitis (1936–1937)
- A. Naujokas (1937–1940)

Vorsitzende nach 1990
- Vidmantas Žemelis  (1991–1994)
- Rimgaudas Balaiša (1994–2017)
- Laimis Jančiūnas (2017–2018)
- Inga Navickienė (2018–2025)
- Valdas Martinkus (seit 2025).

## International
Bei Weltmeisterschaften spielte Litauen selten eine Rolle. Lediglich 1969 gewann Litauerin Laima Balaišytė als Teil der UdSSR-Damenmannschaft Gold. Ähnlich war bisher das Abschneiden bei Europameisterschaften, allerdings mit einer Ausnahme: Rūta Būdienė (= Rūta Paškauskienė) holte in der Zeit von 1994 bis 2011 insgesamt 16 Medaillen, davon sieben Mal Gold.

## Litauische Meister
- Herren
  - Jakobas Šimensas: 1927
  - Algirdas Majorovas: 1985–1989, 1992
  - Tomas Mikutis: 2013
  - Kęstutis  Žeimys: 2024

- Damen
  - Ona Gurvičaitė: 1927
  - Kornelija Riliškytė: 2024

## Auslandseinsätze
Viele Spitzenspieler traten bei ausländischen Klubs, vorwiegend im deutschsprachigen Raum, an. Einige Beispiele:
| Name                | Zeit         | Vereine                                                                                        |
| ------------------- | ------------ | ---------------------------------------------------------------------------------------------- |
| Evgeniya Vasilyeva  | 2010er Jahre | TTC Villach (Österreich), TTC Wendelstein (2. BL), ESV Weil (2. BL)                            |
| Kornelija Riliškytė | 2024         | ESV Weil (2. BL)                                                                               |
| Vitalija Venckutė   | ab 1992      | TSV Erfurt (Oberliga), TTC Langweid                                                            |
| Ugnė Baskutytė      | 2020         | SV-DJK Kolbermoor, Borussia Düsseldorf (3. Liga)                                               |
| Laura Abaravičiūtė  | 2024         | Berlin (3. Liga)                                                                               |
| Jolanta Prūsienė    | 2003         | TTC HS Schwarza (2. BL)                                                                        |
| Eglė Stuckytė       | 2010er Jahre | Homberger TS (2. BL), TTV Hövelhof (2. BL), TSV Röthenbach, TTSV Saarlouis-Fraulautern (3. BL) |

| Name                  | Zeit      | Vereine                                              |
| --------------------- | --------- | ---------------------------------------------------- |
| Tomas Vikutis         | seit 2013 | FSV Mainz 05 (2. BL), Kaiserslautern (3. Liga)       |
| Alfredas Udra         | 2017      | TTC Frickenhausen (2. BL), TTC Lampertheim (3. Liga) |
| Rimas Lesiv           | 2020      | SV Siek (Regionalliga)                               |
| Tomas Mikutis         | 2011      | TTS Borsum (2. BL)                                   |
| Medardas Stankevičius | 2017      | TV Leiselheim (2. BL)                                |